# Herbert Huppert
Herbert Eric Huppert (né le 26 novembre 1943) est un géophysicien d'origine australienne vivant en Grande-Bretagne. Il est professeur de géophysique théorique et directeur de la fondation de l'Institut de géophysique théorique de l'Université de Cambridge depuis 1989 et membre du King's College de Cambridge depuis 1970.

## Jeunesse
Huppert est né à Sydney et il fait ses premières études à la Sydney Boys High School (1956–59). Il est diplômé en mathématiques appliquées de l'Université de Sydney avec mention très bien, obtient une médaille universitaire et la bourse de voyage Barker en 1964. Il complète sa formation avec un doctorat supervisé par John W. Miles à l'Université de Californie à San Diego et vient en tant que boursier postdoctoral ICI au DAMTP à Cambridge en 1968.

## Carrière et recherche
Il publie des ouvrages utilisant les principes de la mécanique des fluides dans des applications aux sciences de la Terre : en météorologie, océanographie et géologie. Il est membre du comité de rédaction du Journal of Fluid Mechanics (1970–1992), des Philosophical Transactions of the Royal Society (série A) (1994–99), des Actes de la Royal Society (série A) (2015- 2020) et Géomécanique et géophysique pour la géoénergie et les géoressources (2014 —) et est membre du Conseil de la Royal Society (2001–03). Il est président d'un groupe de travail de la Royal Society sur le bioterrorisme, qui produit un rapport intitulé "Making the UK Safer", le 21 avril 2004. Il est également président du groupe de travail du comité consultatif scientifique des académies européennes (EASAC) qui produit un rapport du Parlement européen et du président sur le captage et le stockage du carbone. Il reçoit la conférence Bakerian 2011 pour ses recherches sur la dynamique des fluides géologiques. Depuis 1990, il occupe un poste de professeur à temps partiel à l'Université de la Nouvelle-Galles du Sud à Sydney, en Australie.
Huppert est élu membre de la Royal Society (FRS) en 1987. En 2005, il est le seul récipiendaire non américain d'un prix de l'Académie nationale des sciences des États-Unis, recevant le prix Arthur L. Day et la conférence pour ses contributions aux sciences de la Terre. Il est élu membre de l'American Geophysical Union, la Société américaine de physique et l'Academia Europaea. En 2020, il reçoit une médaille royale et est nommé scientifique de l'année en sciences de la Terre.

## Vie privée
Sa femme, Felicia Huppert (née Ferster) qu'il épouse en 1966, est professeur émérite de psychologie et ancienne boursière du Darwin College de Cambridge. Ses fils, Julian et Rowan, étudient à l'Université de Cambridge. Julian Huppert (en) est député libéral démocrate de Cambridge de 2010 à 2015 et est maintenant directeur de la fondation du Forum intellectuel du Jesus College de Cambridge.